# Cornella de Tasmània
La cornella de Tasmània (Corvus tasmanicus) és un ocell de la família dels còrvids (Corvidae).

## Hàbitat i distribució
Habita boscos, vegetació costanera, platges i sabana de Tasmània ii tambe localment al sud-est d'Austràlia.